# Muld
Muld er den jordbundstype, der opstår, når de store regnormearter blander råjord med omsatte, organiske rester. Der er en række betingelser, der skal være i orden, for at en jord kan have en bestand af regnorme:
1. der skal være en passende og varieret føde for ormene.
2. der skal være adgang til kalk, for ellers fungerer ormenes fordøjelse ikke.
3. der skal være ilt nok i jorden til, at ormene kan ånde.
4. der skal være tilpas fugtigt.
5. der skal være mere end +5 °C – i hvert fald i perioder

Hvis bare én af disse betingelser ikke bliver opfyldt, uddør regnormene hurtigt, og jorden ændrer sig til den type, som hedder morr.
Muld er en jordtype, som det er vigtigt for dyrkeren at få eller vedligeholde. Den har nemlig en række egenskaber, der gør, at planter trives godt i den. Den danner meget let krummestruktur, og det høje antal bakterier og regnorme gør strukturen stabil. Porefordelingen i muld er gunstig, for den har en stor andel af netop de porestørrelser, som nok fastholder vandet trods tyngdekraften, men som alligevel gør det tilgængeligt for rødderne. Det høje indhold af kolloider (humus og ler) gør det muligt at opbevare en gødningsreserve midlertidigt i jorden. Og endelig gør den store biodiversitet i mulden, at der altid er rovdyr parat til at balancere ædetrykket fra eventuelle skadedyr.
Muld er en betegnelse, der er almindeligt brugt – både i daglig tale og blandt jordbrugere. Inden for geologien kaldes typen brunjord, da man her også ser på de dybere lag af jorden. Muld (og dermed brunjord) er mest udbredt i Østdanmark på oprindelig lermoræne.